# Heracleópolis Magna
Heracleópolis Magna, principal ciudad del XX nomo del Alto Egipto, al sur de El Fayum, próxima a Beni Suef. 
- Nombre egipcio: Nen-nesu
- Nombre griego: Heracleópolis Magna
- Nombre árabe: Ihnasya el-Medina

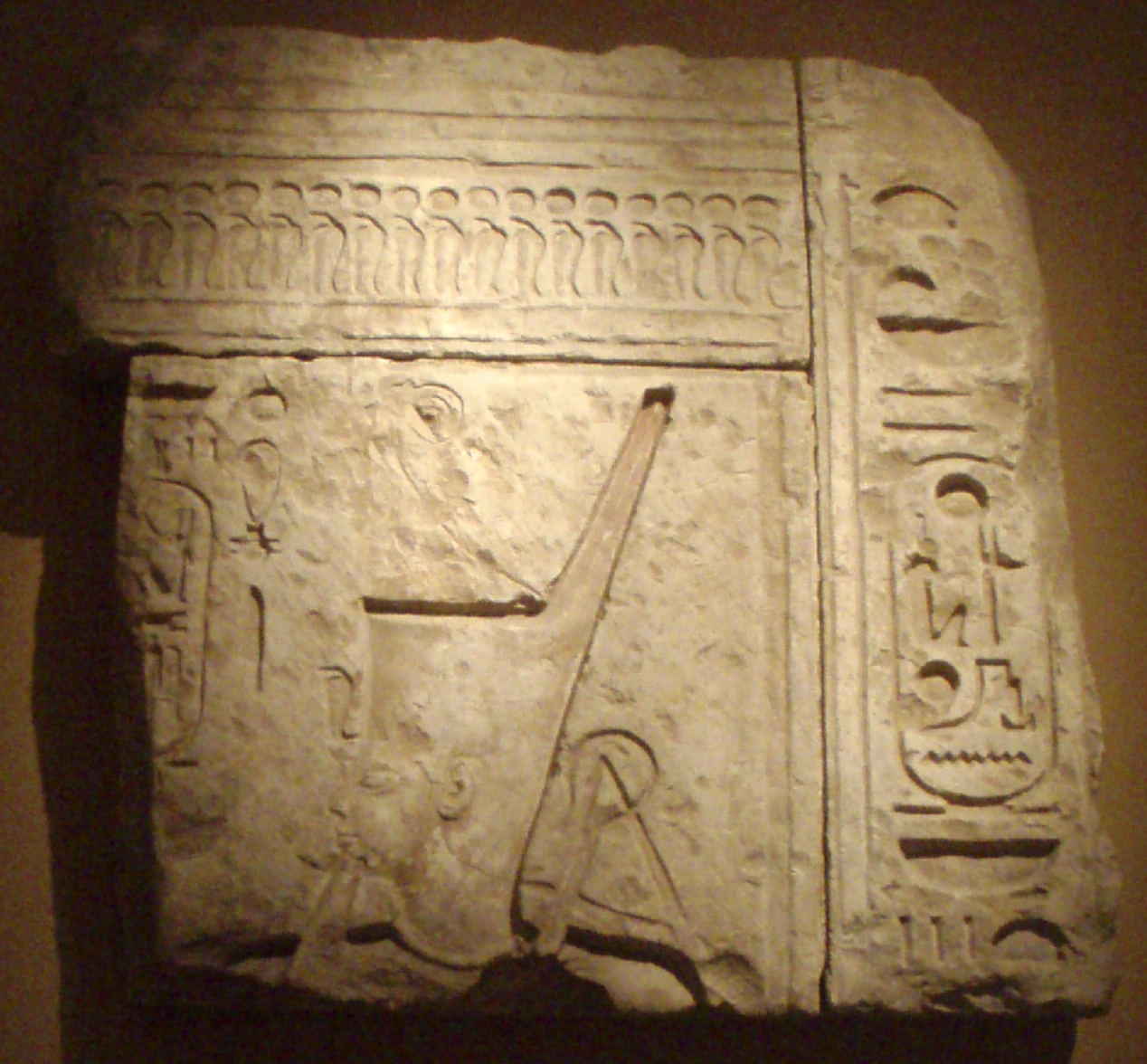
Bajorrelieve de Ramsés II, hallado por Flinders Petrie en Heracleópolis. Metropolitan Museum.

Henen-Nesut fue sede de los gobernantes de la dinastía IX, y de la dinastía X, durante el Primer periodo intermedio de Egipto. Después de la reunificación, la ciudad perdió importancia.
A finales del Tercer periodo intermedio fue sede de la monarquía egipcia, recobrando su influencia.
El principal dios de la localidad era Herishef (Harsafes), equiparado en el periodo helenístico de Egipto al Heracles griego, de donde proviene el nombre de la ciudad. Allí nació el fundador del movimiento anacoreta San Antonio o Antón Abad en el año 251.

## Restos arqueológicos
El templo fue excavado por Naville en 1891 y Petrie en 1904. Desde fines de los años 60, la ciudad está siendo excavada por la Misión Arqueológica Española, dirigida por Carmen Pérez Díe, conservadora del Museo Arqueológico Nacional (MAN). Entre sus hallazgos figuran, por ejemplo, la capilla funeraria del alto funcionario Neferjau y su esposa Sat-Bahetep, y los restos de la tumba de Jety I.
- Templo de Herishef (dinastía XII) descubierto por Édouard Naville en 1891
- Templo de Ramsés II (Kom el-Akareb) descubierto por Flinders Petrie
- Necrópolis del Primer periodo intermedio de Egipto
- Necrópolis del Tercer periodo intermedio de Egipto
- Restos de la época romana, bizantina e islámica (Flinders Petrie).

| M23 | t · n | Xrd | n · n | O49 |

| M23 | t · n | Xrd | n · n | O49 |